# A.G. Barr
A.G. Barr plc,, également connu sous le nom de Barr's, est une entreprise écossaise, fondée en 1875 par Robert Barr, spécialisée dans la production de boissons gazeuses et de boissons énergisantes, Irn-Bru en est l'une des boissons les plus remarquables. Elle est répertoriée à la Bourse de Londres et fait partie de l'indice FTSE 250.

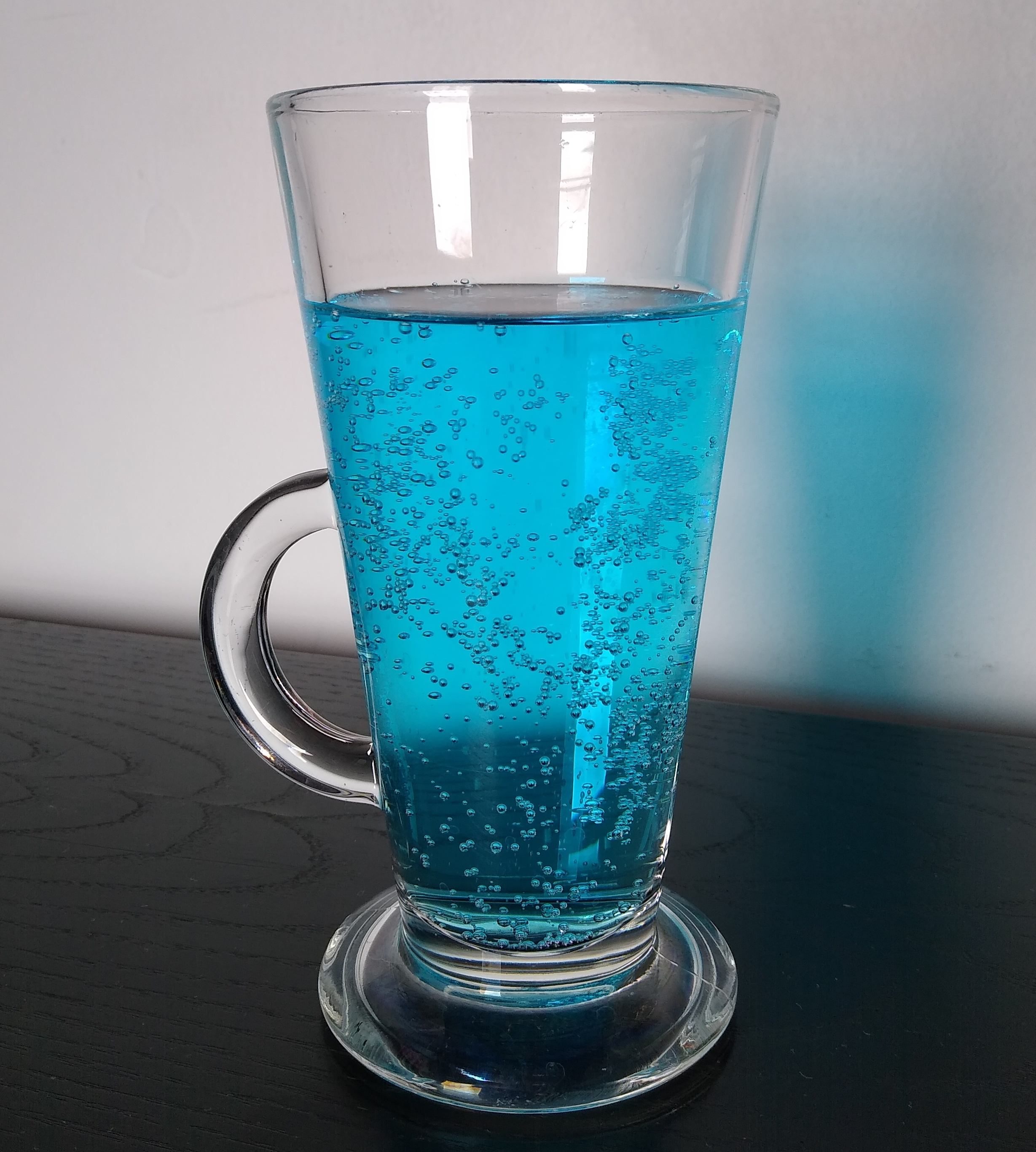
Boisson gazeuse aromatisée au chewing-gum de la marque Barr.

AG Barr produit une variété de boissons non alcoolisées à partir de sites de production à Cumbernauld, Forfar et Milton Keynes.

## Histoire

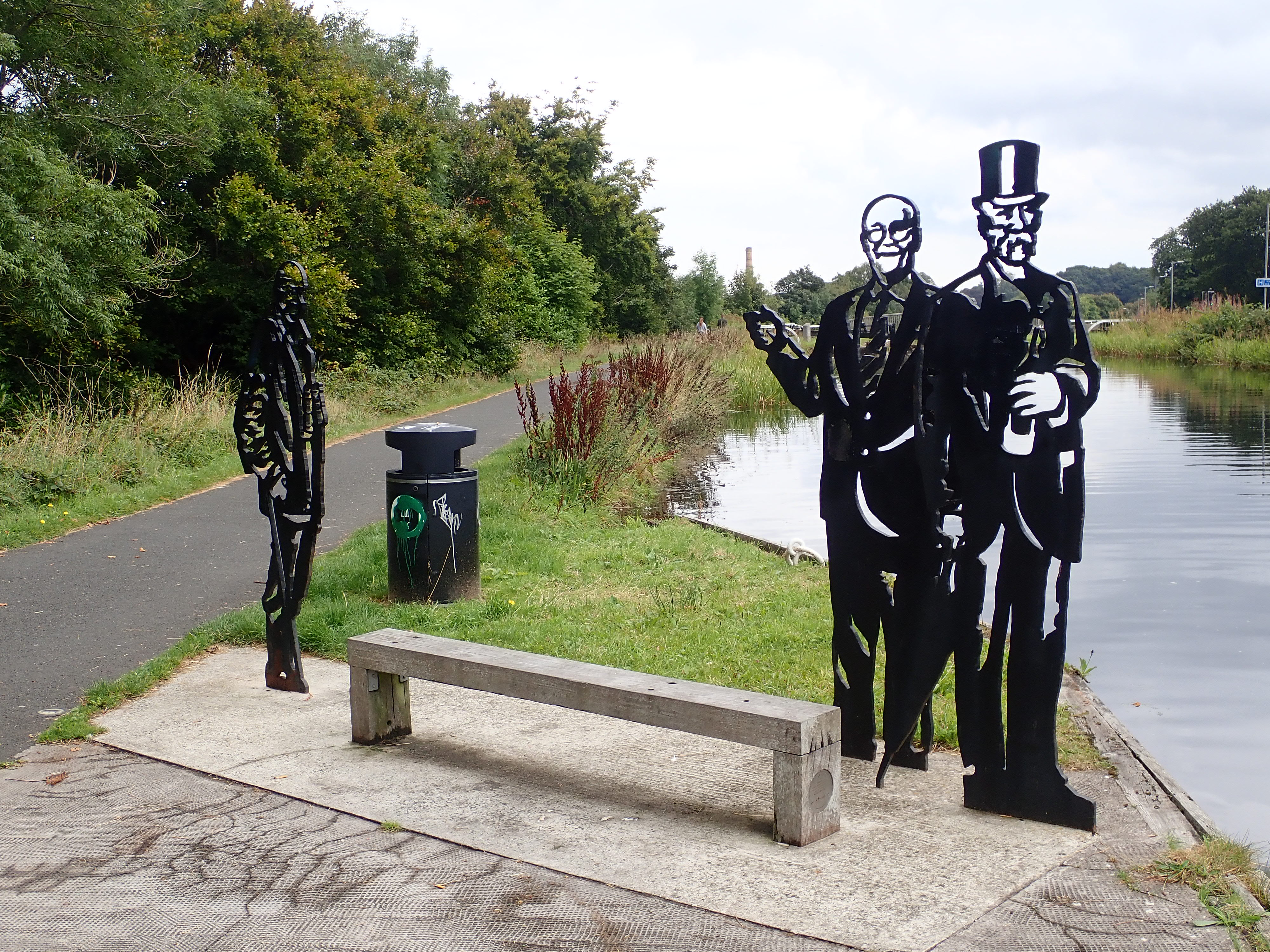
Une sculpture de Robert Barrà Camelon, près de Falkirk.

La société a été fondée en 1875 par Robert Barr à Falkirk. Son fils, Robert Fulton Barr crée en 1887 une division de la société originale à Glasgow. En 1892, la branche de Glasgow appartient à Andrew Greig Barr, nom d'un frère fondateur et qui donnera par la suite le nom d'A.G.Barr. En 1899, la boisson Irn-Bru est née et est commercialisée en 1901. En 1959, les divisions de Falkirk et de Glasgow fusionne en une société et entre à la Bourse de Londres en 1965.
En 1972, la marque Tizer est acquise par A.G. Barr. En 2001, la société a acquis Findlays Mineral Water, eau provenant des collines de Lammermuir. En 2002, Roger White devient directeur général d'A.G. Barr et devient par la suite le premier directeur général n'appartenant pas à la famille Barr en 2004.
La société acquit Strathmore Mineral Water, basée à Forfar en mai 2006, même année où est lancée Irn-Bru 32, variante de la célèbre boisson énergisante,. En 2008, la société rachète la gamme de boissons sportives Taut et la société britannique de boissons aux fruits exotiques Rubicon.
En novembre 2012, la société accepte de fusionner avec Britvic, société britannique spécialisée dans les boissons non alcoolisées tel que J2O, Tango ou Robinsons, et qui détient également l'autorisation de produire des marques appartenant à Pepsi sur le marché britannique, afin de créer l'une des plus grandes sociétés de boissons non alcoolisées d'Europe. Cependant, la fusion a été abandonnée le 11 juillet 2013 après que l’Office of Fair Trading ait renvoyée Britvic à la Commission de la concurrence.
En février 2015, la société acquit Funkin, une entreprise de mixeurs à cocktails.
En décembre 2022, la société acquit Boost Drinks pour 20 millions de livres sterling. La même année, elle prend également le contrôle total de Moma Foods.
En octobre 2023, la société acquit la marque de boissons non alcoolisées Rio Tropical Limited auprès du brasseur et de la société de pub indépendants, Hall and Woodhouse Limited, pour 12,3 millions de livres sterling.

## Litiges juridiques
Le 14 juillet 1961, la société Coca-Cola demande à Lord Walker une interdiction provisoire concernant le type de bouteille utilisé par « Kolabar », « Cydrap » et « Stilkrush » d'AG Barr devant la Cour de session. Coca-Cola affirme que la forme des bouteilles de Kolabar pouvait être confondue avec la leur. Lord Walker rejette la demande, car à ce moment-là, Coca-Cola ne réalisait aucune vente dans le pays,.